# Селник
Селник (мкд. Селник) је насеље у Северној Македонији, у источном делу државе. Селник је у саставу општине Делчево.

## Географија
Селник је смештен у источном делу Северне Македоније, близу државне границе са Бугарском - 2 km северно од насеља. Од најближег града, Делчева, насеље је удаљено 15 km северозападно.
Насеље Селник се налази у историјској области Пијанец. Насеље се развило на југоисточним падинама Осоговских планина. Надморска висина насеља је приближно 830 метара. 
Месна клима је планинска због знатне надморске висине.

## Становништво
Селник је према последњем попису из 2002. године имао 28 становника.
Претежно становништво у насељу су етнички Македонци (100%). 
Већинска вероисповест месног становништва је православље.